# Docalidia setacea
Docalidia setacea är en insektsart som beskrevs av Nielson 1986. Docalidia setacea ingår i släktet Docalidia och familjen dvärgstritar. Inga underarter finns listade i Catalogue of Life.